# Korthalsella rubra
Korthalsella rubra (nome comum - Visco Articulado) é uma planta pertencente à família Santalaceae (sândalo), anteriormente colocada nas Viscaceae.

## Distribuição
É encontrada no leste da Austrália de Gippsland (Victoria) até Cape York (Queensland).

## Ecologia
É uma planta hospedeira da borboleta Delias nysa, e pode ser encontrada em cerca de 25 ou mais espécies hospedeiras diferentes.

## Taxonomia
Foi descrita pela primeira vez como Bifaria rubra por Philippe Édouard Léon Van Tieghem em 1896.